# شهرستان مغالجار
شهرستان مغالجار (به قزاقی: Мұғалжар ауданы، مۇعالجار اۋدانى) یک منطقهٔ مسکونی در قزاقستان است که در استان آق‌تپه واقع شده‌است. شهرستان مغالجار ۶۴۵۵۳ نفر جمعیت دارد.